# Super Cassette Vision
O Super Cassette Vision foi um console 8bit desenvolvido pela Epoch lançado em 1984. Foi o sucessor do Cassette Vision e competiu com o Famicom da Nintendo e o SG-1000. O console vendeu 300 mil unidades no Japão. Acompanhado com o seu concorrente Famicom, o console rapidamente perdeu espaço no mercado, sendo descontinuado em 1986. Também houve uma versão limitada chamada do Super Cassette Vision chamada Lady Cassette Vision. A cor do console era rosa e também no pacote vinha uma caixa de transporte e um jogo chamado Milky Princess.

## Morte
Em 1986, Epoch percebeu que não era possível competir com os gigantes do mercado Nintendo e Sega, então a empresa decidiu descontinuar o console.

## Jogos[3]
| Título                                  |
| --------------------------------------- |
| Wai Wai Monster Land                    |
| Astro Wars                              |
| Astro Wars II: Battle in Galaxy         |
| Boulder Dash                            |
| Comic Circus                            |
| Doraemon                                |
| Dragon Ball: Dragon Daihikyou           |
| Dragon Slayer                           |
| Elevator Fight                          |
| Giants Hara Tatsunori No Super Baseball |
| Lupin III                               |
| Mappy                                   |
| Milky Princess                          |
| Miner 2049ER                            |
| Nebula                                  |
| Nekketsu Kung-Fu Road                   |
| Pole Position II                        |
| Pop & Chips                             |
| Pro Wrestling                           |
| Punch Boy                               |
| Sansupyuta                              |
| Shougi Nyuumon                          |
| Sky Kid                                 |
| Star Speeder                            |
| Super Baseball                          |
| Super Golf                              |
| Super Mahjong                           |
| Super Soccer                            |
| Ton Ton Ball                            |
| Wheelie Racer                           |

## Galeria

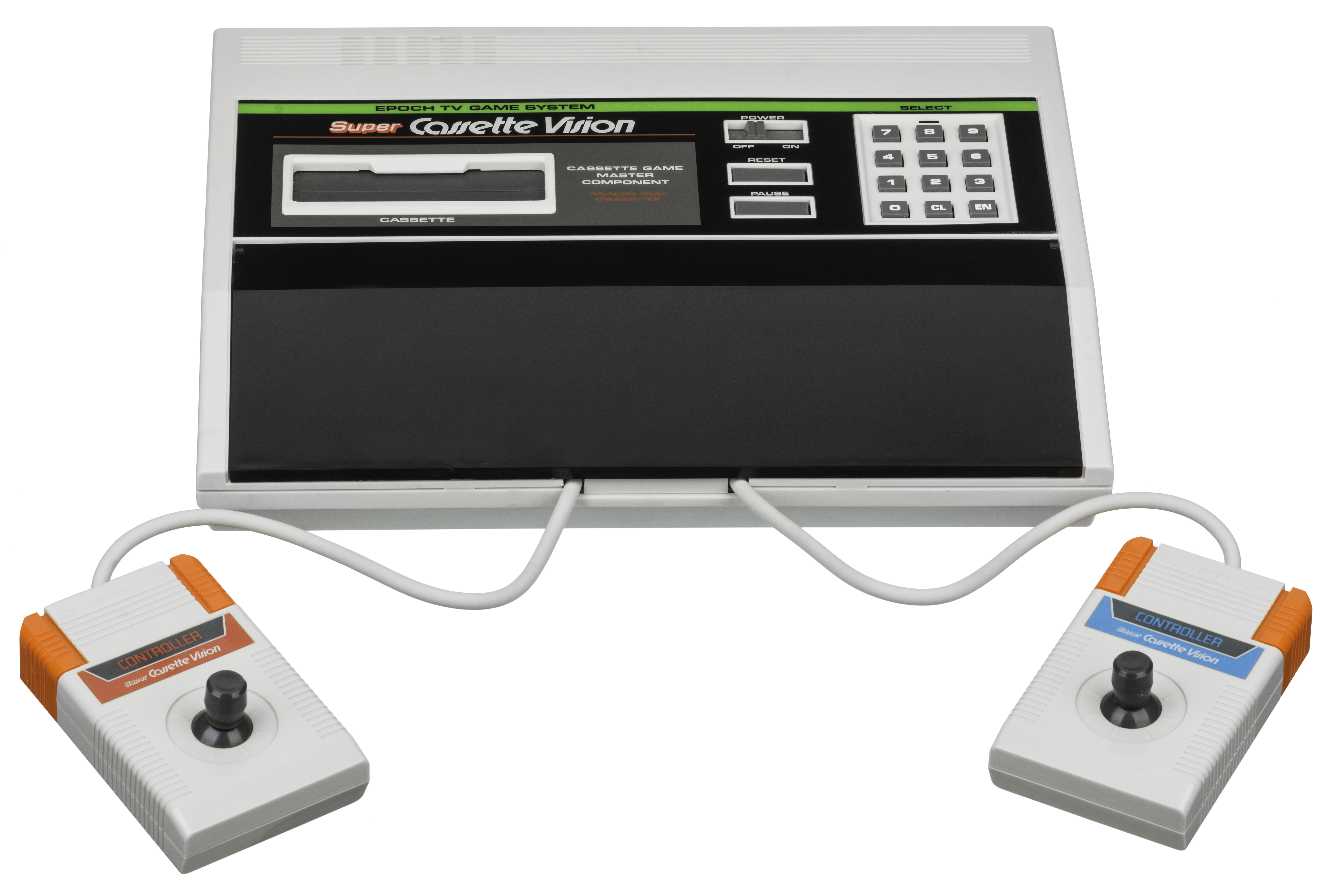
Super Cassette Vision com dois controles
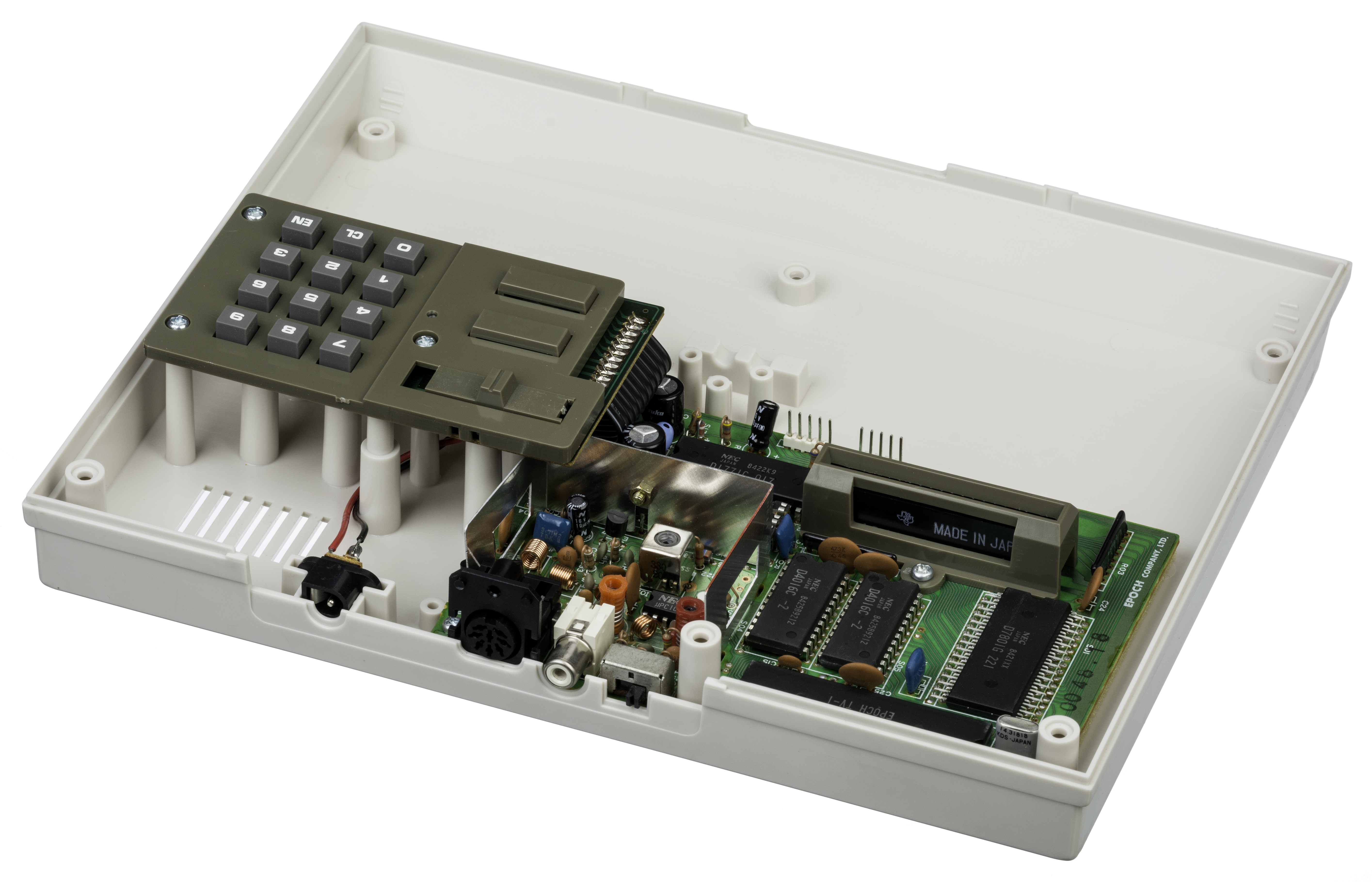
Super Cassette Vision aberto
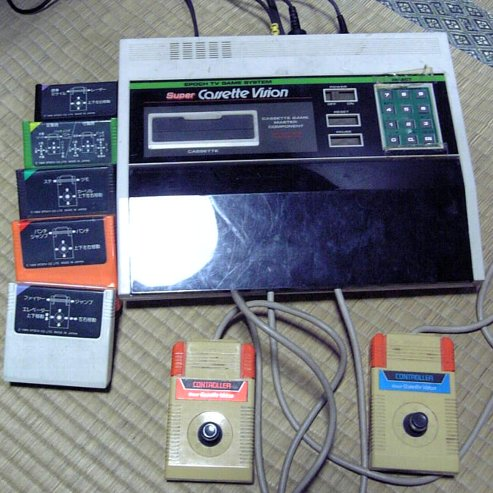
Super Cassette Vision
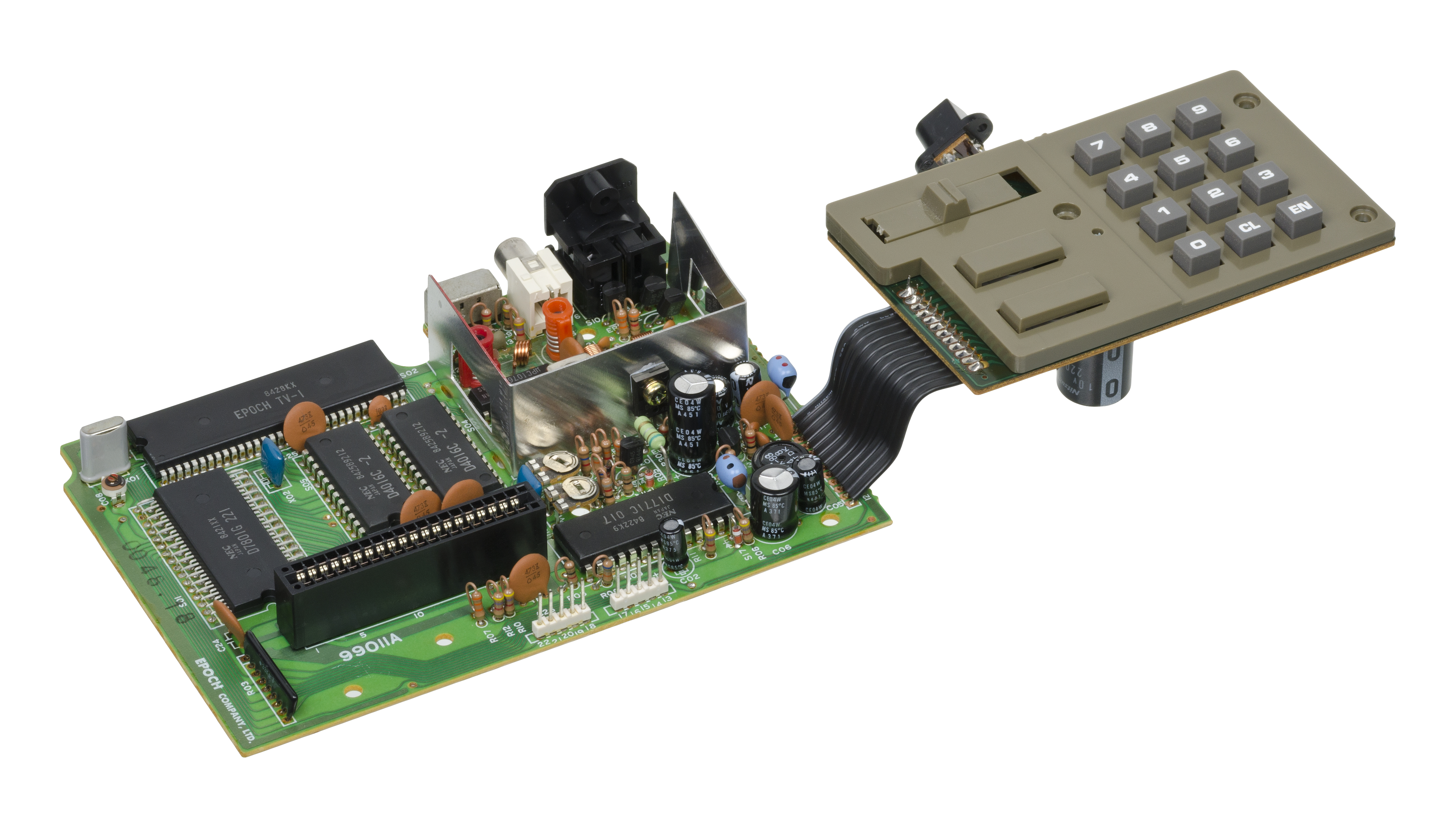
Placa mãe do Super Cassette Vision